# Luban (Pommern)
Luban war ein Wohnplatz im Gebiet der preußischen Provinz Pommern. 
Der Wohnplatz bestand ursprünglich aus einer Gruppe von Höfen (Abbauten), die südwestlich des Dorfes Groß Jestin lagen. Die Höfe wurden wohl im 19. Jahrhundert angelegt. Im Jahre 1895 wurden hier 24 Einwohner gezählt. Der Ortsname stammt von dem weiter westlich gelegenen Moor, die Luban genannt. Zuletzt wurde der Ortsname vor 1945 nur auf den nördlichsten Hof bezogen. 
Bis 1945 bildete Luban einen Wohnplatz in der Gemeinde Groß Jestin und gehörte mit dieser zum Kreis Kolberg-Körlin in der Provinz Pommern.
Nach 1945 kam der Wohnplatz, wie ganz Hinterpommern, an Polen. Heute liegt die Stelle im Gebiet der polnischen Gmina Gościno (Stadt- und Landgemeinde Groß Jestin); die Bebauung an dieser Stelle hat in polnischer Sprache keinen besonderen Ortsnamen. 